# شاهین نیوزیلند
شاهین نیوزیلند (نام علمی: Falco novaeseelandiae) نام یک گونه از سرده شاهین است.